# Ipsach
Ipsach är en ort och kommun i distriktet Biel i kantonen Bern, Schweiz. Kommunen har 3 875 invånare (2023).
Orten Ipsach är en del av det sammanvuxna tätortsområdet kring staden Biel.